# Schapelow

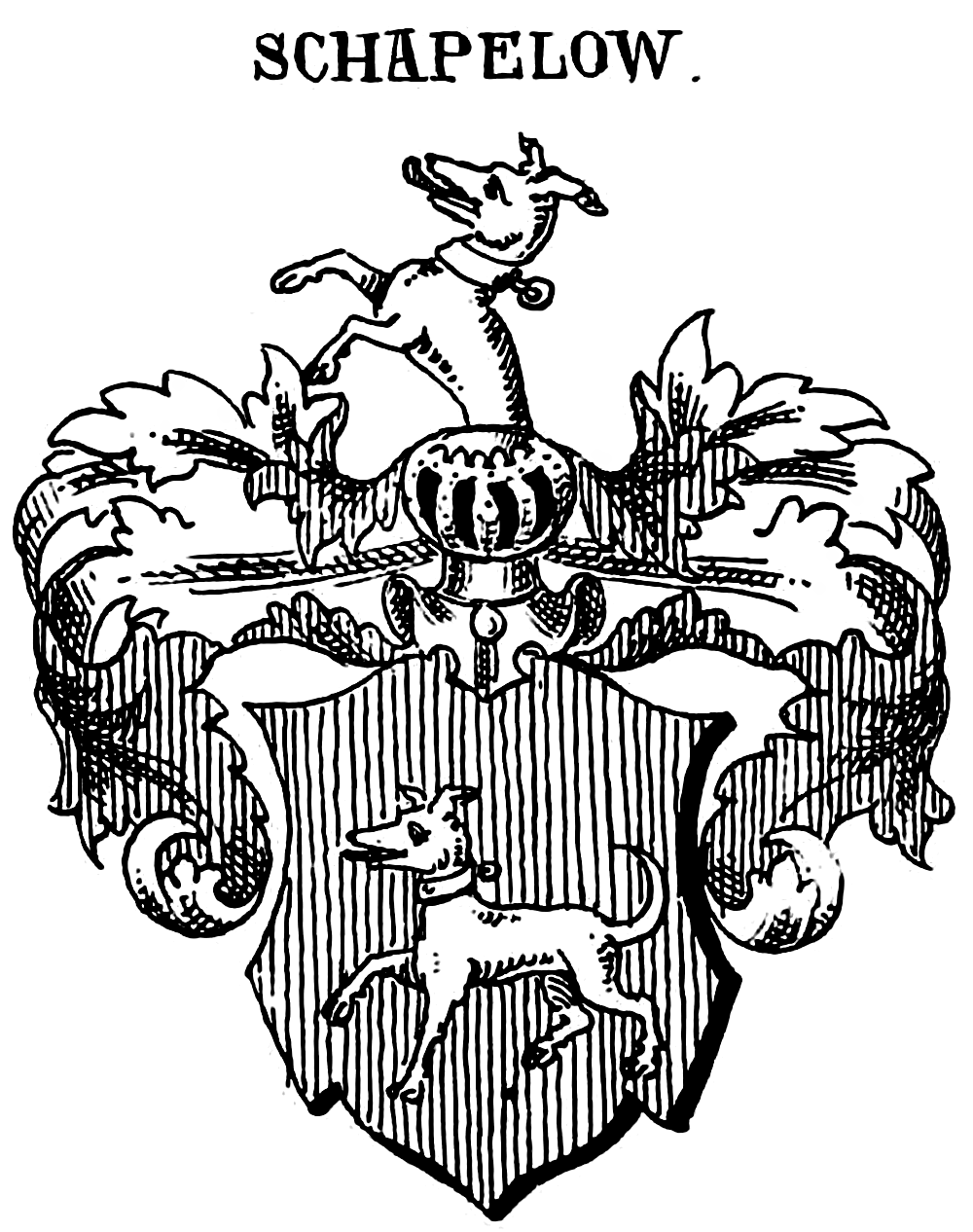
Wappen derer von Schapelow

Schapelow (auch Schaplow, Schaplau oder Scopelow) ist der Name eines alten märkischen Adelsgeschlechtes. Die Familie ist im 18. Jahrhundert in Deutschland ausgestorben. Eine Linie bestand in Russland fort.

## Geschichte
Ursprünglich stammt das Geschlecht aus dem Raum Meißen in Sachsen. Der heutige Ort Skoplau bei Colditz trug denselben Namen.
Das Geschlecht war in der Mark und Neumark von Brandenburg begütert. Im Jahre 1448 verkaufte der Markgraf von Brandenburg Friedrich II. die Rittergüter von Gusow und Platkow an die beiden Brüder Gebehardt und Gawyn von Schapelow. Wulf Friedrich von Schapelow war der letzte derer von Schapelow. Nach seinem Tode gingen seine Güter Gusow und Platkow durch seine Tochter Beate Luise († 1663) an ihren Ehemann Georg von Derfflinger über.
George Adalbert von Mülverstedt beschreibt dieses Geschlecht: „Jobst Ehrenreich von Schapelow beschloss bald nach 1717 dieses altritterliche angesehene Geschlecht der Mark Brandenburg, das namentlich im Lebusischen mehrere Jahrhunderte hindurch wohl begütert war und in ziemlich bedeutender Ausbreitung geblüht hat. Seine Hauptgüter waren vornämlich Quilitz, Stremmen, Quappendorf, Trebnitz und Tucheband. Jobst Ebrenreich v. S. verkaufte 1710 Stremmen und war mit einer geb. v. Schlieben und dann einer geb. v. d. Dahme vermählt. Von seinen Schwestern heiratheten zwei in die Familien v. Rothenburg und v. Zabeltitz.“

## Besitzungen
Neben den genannten Orten Gusow und Platkow befanden sich auch Alt Tucheband, Friedersdorf, Hackenow, Hermersdorf, Markendorf (Frankfurt), Quilitz (heute Neuhardenberg), Stremmen und Wulkow bei Trebnitz für eine gewisse Zeit im Besitz der Familie von Schapelow.

## Wappen
Im roten Schild ein schreitender silberner Hund mit goldenen Halsband. Auf dem Helm mit rot-silbernen Decken der Hund wachsend.

## Namensträger
- Joachim von Schapelow (gest. 1574)
- Hermann von Schapelow (gest. nach 1416)
  - Gebhard von Schapelow (geb. 1448; gest. 1460)
    - Hans von Schapelow (gest. 16. März 1496)
      - Otto von Schapelow (gest. zwischen 1520 und 1525)
        - Hans von Schapelow (geb. vor 1525; gest. 1563)
          - Hans von Schapelow (geb. vor 17. März 1564)
          - Hermann von Schapelow (gest. 1581)
          - Friedrich von Schapelow (geb. um 1526; gest. nach 1612)
            - Friedrich von Schapelow (gest. 1620)
            - Anton von Schapelow (geb. um 1558; gest. 1647 in Trebnitz)
              - Wulf Friedrich von Schapelow (geb. um 1588; gest. vor 1646 in Gusow) vermutlich letzter seines Namens
                - Margarete Tugendreich von Schapelow, verheiratet mit Georg von Derfflinger

              - Anton von Schapelow der Jüngere (geb. um 1604; gest. 20. Januar 1643 bei Wulkow von Räubern erschlagen)
              - Margarete von Schapelow (geb. um 1607; gest. nach 1647)
              - Marianne von Schapelow (geb. um 1610; gest. 1664) verheiratet mit Hans Adam von Schöning († 1665), Mutter von Hans Adam von Schöning
              - Katharina von Schapelow (geb. um 1617; gest. nach 1663)

      - Hermann von Schapelow (geb. vor 1525; gest. 1563)
      - Friedrich von Schapelow (geb. um 1526; gest. nach 1612)

    - Friedrich von Schapelow (gest. um 1474)
    - Georg von Schapelow (gest. zwischen 1482 und 1496)
    - Agnes von Schapelow
    - Elisabeth von Schapelow

  - Gawyn von Schapelow (gest. 1456)
    - Valentin von Schapelow (gest. zwischen 1491 und 1496)
      - Jobst von Schapelow (gest. zwischen 1513 und 1517)
        - Anna von Schapelow (gest. nach 1565)

## Sagen
- Ludwig Bechstein: Der starke Jochem[5] (Sage über den Kraftmenschen Joachim von Schapelow im Gefolge des brandenburgischen Kurfürsten Georg in Berlin. Joachim wurde der Sage nach der starke Jochem genannt.)